# Nukerke
Nukerke is een dorp in de Belgische provincie Oost-Vlaanderen en een deelgemeente van Maarkedal, het was een zelfstandige gemeente tot aan de gemeentelijke herindeling van 1977. Nukerke ligt in de heuvelachtige Vlaamse Ardennen. De ondergrond bestaat voornamelijk uit leem. De bedrijvigheid is vooral agrarisch van aard.

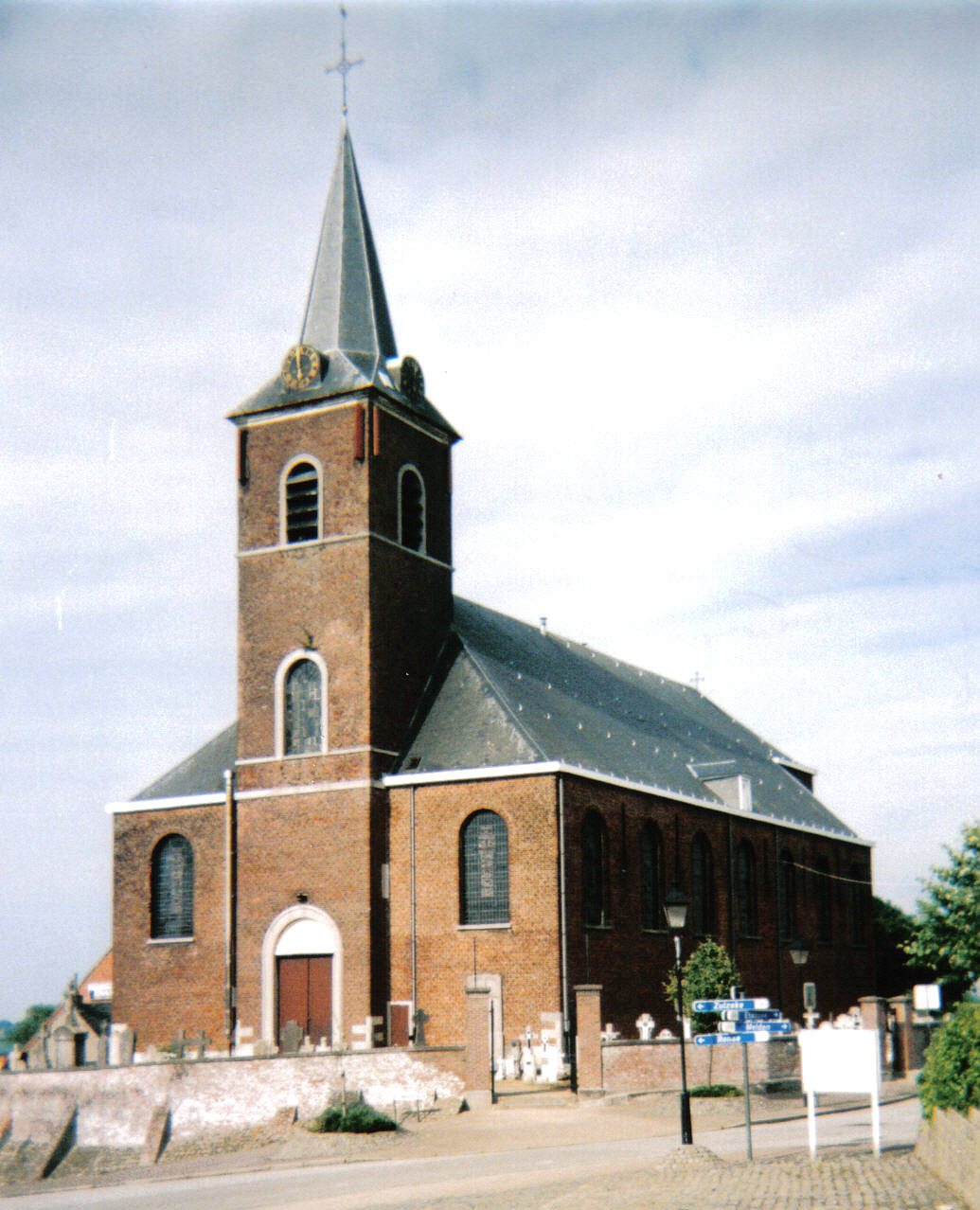
Dorpsplein met de kerk

## Geschiedenis
De eerste aanwijzingen voor bewoning zijn uit het neolithicum. Ook werden resten van Romeinse villa's en muntschatten uit die tijd aangetroffen.
Nukerke werd voor het eerst vermeld in 1116 als Nova ecclesia (Nieuwe kerk). Het is echter niet bekend wanneer Nukerke zich van de parochie van Melden afsplitste en zelfstandig werd. Het patronaatsrecht was in bezit van het Onze-Lieve-Vrouwekapittel van Kamerijk.
Al in 1275 was er sprake van een belangrijke verbindingsweg van Oudenaarde naar Ronse. Na 1778 werd deze rechtgetrokken en tijdens de jaren '70 van de 20e eeuw werd deze nog verbreed. Een spoorlijn kwam in 1861 tot stand.
In de 16e eeuw waren er veel protestanten in Nukerke, die deel uitmaakten van de Vlaamse Olijfberg, waarin zeven Vlaamse protestantse gemeenten waren gegroepeerd. In 1772 telde Nukerke geen protestanten meer.
In Nukerke woonden de ouders van Johanna van der Gheynst die hoogstwaarschijnlijk ook in Nukerke werd geboren. Johanna's vader, Gilles van der Gheynst, was tapijtverkoper voor de manufactuur van Antoon I van Lalaing, heer van Pamele. Johanna was de moeder van de latere Margaretha van Parma die keizer Karel V bij haar had verwekt.

## Demografische ontwikkeling
- Bronnen:NIS, Opm:1831 tot en met 1970=volkstellingen; 1976 = inwoneraantal op 31 december

## Bezienswaardigheden
- De Ter Hengstmolen.
- De Ter Kruissensmolen.
- De Molen Ter Sleepe.
- De Onze-Lieve-Vrouw-Hemelvaartkerk
- De spoorwegtunnel van Louise-Marie waarin Adolf Hitler zich eens in een privéwagon verschool.

## Natuur en landschap
Nukerke ligt in de Vlaamse Ardennen en de hoogte varieert tussen 30 en 112 meter. Op de Koppenberg vindt men nog het Koppenbergbos, een restant van een veel groter bosgebied. Ook ligt hier nog de Rubberigsbank, wat een uitloper is van het Muziekbos.
In de heuvels ontspringen enkele beken, die vrijwel allemaal naar de Markebeek toe stromen.

## Politiek
Nukerke had een eigen gemeentebestuur en burgemeester tot de fusie van 1977. Burgemeesters waren:
- ? - 1952: Richard Deschaumes (1886-1970)
- 1953 - 1976: André Hubeau

André Hubeau werd na de fusie nog een legislatuur burgemeester van fusiegemeente Maarkedal.

## Verkeer
Door Nukerke loopt de N60 tussen Ronse en Oudenaarde.

## Geboren in Nukerke
- Stanislas Deriemaeker (1932-2024), organist en componist

## Nabijgelegen kernen
Zulzeke, Etikhove, Melden, Ronse, Louise-Marie